# Lista över fornlämningar i Borgholms kommun (Gärdslösa)
Lista över fornlämningar i Borgholms kommun (Gärdslösa) är en förteckning av ett urval av de fornlämningar som finns i Gärdslösa i Borgholms kommun.
| Namn                                      | Lämningstyp                      | Tillkomsttid | Historisk indelning | Plats | Läge                 | ID-nr          | Bild                                      |
| ----------------------------------------- | -------------------------------- | ------------ | ------------------- | ----- | -------------------- | -------------- | ----------------------------------------- |
| Kättehögskullen (Gärdslösa 1:1)           | Gravfält                         |              | Gärdslösa, Öland    |       | 56.758981, 16.705681 | 10081300010001 | Ladda upp en bild av detta fornminne      |
| Gärdslösa 5:1                             | Stensättning                     |              | Gärdslösa, Öland    |       | 56.775835, 16.682570 | 10081300050001 | Ladda upp en bild av detta fornminne      |
| Gärdslösa 8:1                             | Röse                             |              | Gärdslösa, Öland    |       | 56.770945, 16.689859 | 10081300080001 | Ladda upp en bild av detta fornminne      |
| Gärdslösa 11:1                            | Husgrund, förhistorisk/medeltida |              | Gärdslösa, Öland    |       | 56.765664, 16.689246 | 10081300110001 | Ladda upp en bild av detta fornminne      |
| Gärdslösa 11:2                            | Husgrund, förhistorisk/medeltida |              | Gärdslösa, Öland    |       | 56.765605, 16.689073 | 10081300110002 | Ladda upp en bild av detta fornminne      |
| Gärdslösa 16:1                            | Stensättning                     |              | Gärdslösa, Öland    |       | 56.772319, 16.706988 | 10081300160001 | Ladda upp en bild av detta fornminne      |
| Gärdslösa 18:1                            | Husgrund, förhistorisk/medeltida |              | Gärdslösa, Öland    |       | 56.781334, 16.707783 | 10081300180001 | Ladda upp en bild av detta fornminne      |
| Gärdslösa 18:2                            | Husgrund, förhistorisk/medeltida |              | Gärdslösa, Öland    |       | 56.781652, 16.708368 | 10081300180002 | Ladda upp en bild av detta fornminne      |
| Gärdslösa 24:1                            | Stensättning                     |              | Gärdslösa, Öland    |       | 56.788660, 16.685315 | 10081300240001 | Ladda upp en bild av detta fornminne      |
| Gärdslösa 24:2                            | Stensättning                     |              | Gärdslösa, Öland    |       | 56.788880, 16.686617 | 10081300240002 | Ladda upp en bild av detta fornminne      |
| Gärdslösa 24:3                            | Stensättning                     |              | Gärdslösa, Öland    |       | 56.788528, 16.684765 | 10081300240003 | Ladda upp en bild av detta fornminne      |
| Gärdslösa 24:4                            | Stensättning                     |              | Gärdslösa, Öland    |       | 56.788624, 16.684604 | 10081300240004 | Ladda upp en bild av detta fornminne      |
| Gärdslösa 24:5                            | Stensättning                     |              | Gärdslösa, Öland    |       | 56.788461, 16.685254 | 10081300240005 | Ladda upp en bild av detta fornminne      |
| Gärdslösa 25:1                            | Gravfält                         |              | Gärdslösa, Öland    |       | 56.793643, 16.684058 | 10081300250001 | Ladda upp en bild av detta fornminne      |
| Gärdslösa 26:1                            | Gravfält                         |              | Gärdslösa, Öland    |       | 56.792259, 16.684405 | 10081300260001 | Ladda upp en bild av detta fornminne      |
| Gärdslösa 27:1                            | Stensättning                     |              | Gärdslösa, Öland    |       | 56.791368, 16.690032 | 10081300270001 | Ladda upp en bild av detta fornminne      |
| Gärdslösa 27:2                            | Stensättning                     |              | Gärdslösa, Öland    |       | 56.791315, 16.690303 | 10081300270002 | Ladda upp en bild av detta fornminne      |
| Gärdslösa 27:3                            | Stensättning                     |              | Gärdslösa, Öland    |       | 56.791208, 16.689972 | 10081300270003 | Ladda upp en bild av detta fornminne      |
| Gärdslösa 28:1                            | Stensättning                     |              | Gärdslösa, Öland    |       | 56.793655, 16.694903 | 10081300280001 | Ladda upp en bild av detta fornminne      |
| Gärdslösa 29:1                            | Stensättning                     |              | Gärdslösa, Öland    |       | 56.800067, 16.687894 | 10081300290001 | Ladda upp en bild av detta fornminne      |
| Gärdslösa 30:1                            | Gravfält                         |              | Gärdslösa, Öland    |       | 56.799874, 16.684424 | 10081300300001 | Ladda upp en bild av detta fornminne      |
| Gärdslösa 31:1                            | Stensättning                     |              | Gärdslösa, Öland    |       | 56.795626, 16.686211 | 10081300310001 | Ladda upp en bild av detta fornminne      |
| Gärdslösa 31:2                            | Stensättning                     |              | Gärdslösa, Öland    |       | 56.795593, 16.685775 | 10081300310002 | Ladda upp en bild av detta fornminne      |
| Gärdslösa 32:1                            | Stensättning                     |              | Gärdslösa, Öland    |       | 56.799586, 16.681161 | 10081300320001 | Ladda upp en bild av detta fornminne      |
| Gärdslösa 32:2                            | Hällristning                     |              | Gärdslösa, Öland    |       | 56.799382, 16.681113 | 10081300320002 | Ladda upp en bild av detta fornminne      |
| Gärdslösa 33:1                            | Stensättning                     |              | Gärdslösa, Öland    |       | 56.798780, 16.683828 | 10081300330001 | Ladda upp en bild av detta fornminne      |
| Gärdslösa 34:1                            | Stensättning                     |              | Gärdslösa, Öland    |       | 56.796871, 16.685913 | 10081300340001 | Ladda upp en bild av detta fornminne      |
| Gärdslösa 35:1                            | Stensättning                     |              | Gärdslösa, Öland    |       | 56.797340, 16.683833 | 10081300350001 | Ladda upp en bild av detta fornminne      |
| Gärdslösa 36:1                            | Stensättning                     |              | Gärdslösa, Öland    |       | 56.795689, 16.674845 | 10081300360001 | Ladda upp en bild av detta fornminne      |
| Gärdslösa 36:2                            | Stensättning                     |              | Gärdslösa, Öland    |       | 56.795705, 16.675075 | 10081300360002 | Ladda upp en bild av detta fornminne      |
| Gärdslösa 36:3                            | Stensättning                     |              | Gärdslösa, Öland    |       | 56.795703, 16.675281 | 10081300360003 | Ladda upp en bild av detta fornminne      |
| Gärdslösa 37:1                            | Stensättning                     |              | Gärdslösa, Öland    |       | 56.793844, 16.679682 | 10081300370001 | Ladda upp en bild av detta fornminne      |
| Gärdslösa 38:1                            | Stensättning                     |              | Gärdslösa, Öland    |       | 56.795223, 16.683484 | 10081300380001 | Ladda upp en bild av detta fornminne      |
| Gärdslösa 40:1                            | Stensättning                     |              | Gärdslösa, Öland    |       | 56.792399, 16.667479 | 10081300400001 | Ladda upp en bild av detta fornminne      |
| Gärdslösa 41:1                            | Stensättning                     |              | Gärdslösa, Öland    |       | 56.793328, 16.669326 | 10081300410001 | Ladda upp en bild av detta fornminne      |
| Gärdslösa 44:1                            | Röse                             |              | Gärdslösa, Öland    |       | 56.796389, 16.668901 | 10081300440001 | Ladda upp en bild av detta fornminne      |
| Gärdslösa 47:1                            | Röse                             |              | Gärdslösa, Öland    |       | 56.801853, 16.667679 | 10081300470001 | Ladda upp en bild av detta fornminne      |
| Gärdslösa 48:1                            | Röse                             |              | Gärdslösa, Öland    |       | 56.801940, 16.672959 | 10081300480001 | Ladda upp en bild av detta fornminne      |
| Gärdslösa 49:1                            | Röse                             |              | Gärdslösa, Öland    |       | 56.805919, 16.682745 | 10081300490001 | Ladda upp en bild av detta fornminne      |
| Gärdslösa 51:1                            | Röse                             |              | Gärdslösa, Öland    |       | 56.809965, 16.684538 | 10081300510001 | Ladda upp en bild av detta fornminne      |
| Gärdslösa 53:1                            | Stensättning                     |              | Gärdslösa, Öland    |       | 56.807791, 16.686231 | 10081300530001 | Ladda upp en bild av detta fornminne      |
| Gärdslösa 55:1                            | Husgrund, förhistorisk/medeltida |              | Gärdslösa, Öland    |       | 56.808435, 16.691382 | 10081300550001 | Ladda upp en bild av detta fornminne      |
| Gärdslösa 56:1                            | Stensättning                     |              | Gärdslösa, Öland    |       | 56.814471, 16.682516 | 10081300560001 | Ladda upp en bild av detta fornminne      |
| Gärdslösa 60:1                            | Röse                             |              | Gärdslösa, Öland    |       | 56.803126, 16.688124 | 10081300600001 | Ladda upp en bild av detta fornminne      |
| Gärdslösa 62:1                            | Röse                             |              | Gärdslösa, Öland    |       | 56.803536, 16.692636 | 10081300620001 | Ladda upp en bild av detta fornminne      |
| Gärdslösa 62:2                            | Stensättning                     |              | Gärdslösa, Öland    |       | 56.803418, 16.692419 | 10081300620002 | Ladda upp en bild av detta fornminne      |
| Gärdslösa 63:1                            | Stensättning                     |              | Gärdslösa, Öland    |       | 56.803725, 16.693944 | 10081300630001 | Ladda upp en bild av detta fornminne      |
| Gärdslösa 63:2                            | Stensättning                     |              | Gärdslösa, Öland    |       | 56.803610, 16.693509 | 10081300630002 | Ladda upp en bild av detta fornminne      |
| Gärdslösa 64:1                            | Stensättning                     |              | Gärdslösa, Öland    |       | 56.804153, 16.695271 | 10081300640001 | Ladda upp en bild av detta fornminne      |
| Gärdslösa 69:1                            | Stensättning                     |              | Gärdslösa, Öland    |       | 56.784685, 16.707556 | 10081300690001 | Ladda upp en bild av detta fornminne      |
| Gärdslösa 70:1                            | Stensättning                     |              | Gärdslösa, Öland    |       | 56.785012, 16.710149 | 10081300700001 | Ladda upp en bild av detta fornminne      |
| Gärdslösa 72:1                            | Stensättning                     |              | Gärdslösa, Öland    |       | 56.805369, 16.718227 | 10081300720001 | Ladda upp en bild av detta fornminne      |
| Gärdslösa 75:1                            | Minnesmärke                      |              | Gärdslösa, Öland    |       | 56.816428, 16.752301 | 10081300750001 | Ladda upp en till bild av detta fornminne |
| Gamla Gillehuset (Gärdslösa 78:1)         | Husgrund, förhistorisk/medeltida |              | Gärdslösa, Öland    |       | 56.793754, 16.737092 | 10081300780001 | Ladda upp en bild av detta fornminne      |
| Öl 43 samt Öl Fv1972;268 (Gärdslösa 79:1) | Runristning                      |              | Gärdslösa, Öland    |       | 56.793506, 16.737368 | 10081300790001 | Ladda upp en till bild av detta fornminne |
| Gärdslösa 81:1                            | Grav markerad av sten/block      |              | Gärdslösa, Öland    |       | 56.795656, 16.737258 | 10081300810001 | Ladda upp en bild av detta fornminne      |
| Gärdslösa 82:1                            | Gravfält                         |              | Gärdslösa, Öland    |       | 56.798823, 16.738986 | 10081300820001 | Ladda upp en bild av detta fornminne      |
| Gärdslösa 87:1                            | Husgrund, förhistorisk/medeltida |              | Gärdslösa, Öland    |       | 56.792147, 16.718119 | 10081300870001 | Ladda upp en bild av detta fornminne      |
| Gärdslösa 88:1                            | Grav markerad av sten/block      |              | Gärdslösa, Öland    |       | 56.770806, 16.748466 | 10081300880001 | Ladda upp en bild av detta fornminne      |
| Gärdslösa 88:2                            | Grav markerad av sten/block      |              | Gärdslösa, Öland    |       | 56.770802, 16.748348 | 10081300880002 | Ladda upp en bild av detta fornminne      |
| Gärdslösa 88:3                            | Grav markerad av sten/block      |              | Gärdslösa, Öland    |       | 56.770799, 16.748215 | 10081300880003 | Ladda upp en bild av detta fornminne      |
| Gärdslösa 89:1                            | Stensättning                     |              | Gärdslösa, Öland    |       | 56.769320, 16.756312 | 10081300890001 | Ladda upp en bild av detta fornminne      |
| Gärdslösa 90:1                            | Grav markerad av sten/block      |              | Gärdslösa, Öland    |       | 56.766707, 16.755592 | 10081300900001 | Ladda upp en bild av detta fornminne      |
| Gärdslösa 91:1                            | Stensättning                     |              | Gärdslösa, Öland    |       | 56.767746, 16.766030 | 10081300910001 | Ladda upp en bild av detta fornminne      |
| Gärdslösa 92:1                            | Stridsvärn                       |              | Gärdslösa, Öland    |       | 56.767628, 16.772845 | 10081300920001 | Ladda upp en bild av detta fornminne      |
| Gärdslösa 93:1                            | Gravfält                         |              | Gärdslösa, Öland    |       | 56.765693, 16.760608 | 10081300930001 | Ladda upp en bild av detta fornminne      |
| Gärdslösa 94:1                            | Stensättning                     |              | Gärdslösa, Öland    |       | 56.761591, 16.763497 | 10081300940001 | Ladda upp en bild av detta fornminne      |
| Gärdslösa 96:1                            | Stensättning                     |              | Gärdslösa, Öland    |       | 56.772650, 16.740553 | 10081300960001 | Ladda upp en bild av detta fornminne      |
| Öl 39 (Gärdslösa 97:1)                    | Runristning                      |              | Gärdslösa, Öland    |       | 56.775194, 16.741074 | 10081300970001 | Ladda upp en till bild av detta fornminne |
| Öl 40 (Gärdslösa 98:1)                    | Runristning                      |              | Gärdslösa, Öland    |       | 56.775571, 16.741581 | 10081300980001 | Ladda upp en till bild av detta fornminne |
| Gärdslösa 99:1                            | Stensättning                     |              | Gärdslösa, Öland    |       | 56.762159, 16.710323 | 10081300990001 | Ladda upp en bild av detta fornminne      |
| Gärdslösa 99:2                            | Stensättning                     |              | Gärdslösa, Öland    |       | 56.762392, 16.710032 | 10081300990002 | Ladda upp en bild av detta fornminne      |
| Gärdslösa 100:1                           | Gravfält                         |              | Gärdslösa, Öland    |       | 56.762178, 16.707557 | 10081301000001 | Ladda upp en bild av detta fornminne      |
| Gärdslösa 104:1                           | Stensättning                     |              | Gärdslösa, Öland    |       | 56.772948, 16.768061 | 10081301040001 | Ladda upp en bild av detta fornminne      |
| Gärdslösa 105:1                           | Stensättning                     |              | Gärdslösa, Öland    |       | 56.784075, 16.767528 | 10081301050001 | Ladda upp en bild av detta fornminne      |
| Gärdslösa 105:2                           | Stensättning                     |              | Gärdslösa, Öland    |       | 56.784415, 16.767656 | 10081301050002 | Ladda upp en bild av detta fornminne      |
| Gärdslösa 106:1                           | Stensättning                     |              | Gärdslösa, Öland    |       | 56.779719, 16.767690 | 10081301060001 | Ladda upp en bild av detta fornminne      |
| Gärdslösa 107:1                           | Stensättning                     |              | Gärdslösa, Öland    |       | 56.802364, 16.763418 | 10081301070001 | Ladda upp en bild av detta fornminne      |
| Tjus hög. (Gärdslösa 108:1)               | Hög                              |              | Gärdslösa, Öland    |       | 56.801859, 16.769389 | 10081301080001 | Ladda upp en till bild av detta fornminne |
| Gärdslösa 109:1                           | Stensättning                     |              | Gärdslösa, Öland    |       | 56.796945, 16.777710 | 10081301090001 | Ladda upp en bild av detta fornminne      |
| Gärdslösa 109:2                           | Stensättning                     |              | Gärdslösa, Öland    |       | 56.796966, 16.778096 | 10081301090002 | Ladda upp en bild av detta fornminne      |
| Gärdslösa 109:3                           | Stensättning                     |              | Gärdslösa, Öland    |       | 56.796921, 16.778600 | 10081301090003 | Ladda upp en bild av detta fornminne      |
| Gärdslösa 111:1                           | Stensättning                     |              | Gärdslösa, Öland    |       | 56.806030, 16.773877 | 10081301110001 | Ladda upp en bild av detta fornminne      |
| Gärdslösa 112:1                           | Gravfält                         |              | Gärdslösa, Öland    |       | 56.821031, 16.755367 | 10081301120001 | Ladda upp en bild av detta fornminne      |
| Gärdslösa 113:1                           | Stenkrets                        |              | Gärdslösa, Öland    |       | 56.779131, 16.740580 | 10081301130001 | Ladda upp en bild av detta fornminne      |
| Gärdslösa 114:1                           | Stenkrets                        |              | Gärdslösa, Öland    |       | 56.778531, 16.741044 | 10081301140001 | Ladda upp en bild av detta fornminne      |
| Gärdslösa 114:2                           | Stensättning                     |              | Gärdslösa, Öland    |       | 56.778404, 16.740740 | 10081301140002 | Ladda upp en bild av detta fornminne      |
| Gärdslösa 115:1                           | Stenkistgrav                     |              | Gärdslösa, Öland    |       | 56.777940, 16.741220 | 10081301150001 | Ladda upp en bild av detta fornminne      |
| Gärdslösa 116:1                           | Husgrund, förhistorisk/medeltida |              | Gärdslösa, Öland    |       | 56.801864, 16.780336 | 10081301160001 | Ladda upp en bild av detta fornminne      |
| Gärdslösa 117:1                           | Grav markerad av sten/block      |              | Gärdslösa, Öland    |       | 56.803115, 16.755774 | 10081301170001 | Ladda upp en bild av detta fornminne      |
| Gärdslösa 118:1                           | Gravfält                         |              | Gärdslösa, Öland    |       | 56.820220, 16.766968 | 10081301180001 | Ladda upp en bild av detta fornminne      |
| Gärdslösa 127:1                           | Hällristning                     |              | Gärdslösa, Öland    |       | 56.769091, 16.761066 | 10081301270001 | Ladda upp en bild av detta fornminne      |
| Gärdslösa 128:1                           | Hällristning                     |              | Gärdslösa, Öland    |       | 56.760450, 16.747652 | 10081301280001 | Ladda upp en bild av detta fornminne      |
| Gärdslösa 130:1                           | Stensättning                     |              | Gärdslösa, Öland    |       | 56.773444, 16.741109 | 10081301300001 | Ladda upp en bild av detta fornminne      |
| Gärdslösa 133:1                           | Hällristning                     |              | Gärdslösa, Öland    |       | 56.765652, 16.760008 | 10081301330001 | Ladda upp en bild av detta fornminne      |
| Gärdslösa 133:2                           | Hällristning                     |              | Gärdslösa, Öland    |       | 56.765376, 16.760368 | 10081301330002 | Ladda upp en bild av detta fornminne      |
| Gärdslösa 135:1                           | Röse                             |              | Gärdslösa, Öland    |       | 56.764853, 16.703227 | 10081301350001 | Ladda upp en bild av detta fornminne      |
| Gärdslösa 136:1                           | Röse                             |              | Gärdslösa, Öland    |       | 56.765359, 16.704402 | 10081301360001 | Ladda upp en bild av detta fornminne      |
| Gärdslösa 138:1                           | Hällristning                     |              | Gärdslösa, Öland    |       | 56.817754, 16.774817 | 10081301380001 | Ladda upp en bild av detta fornminne      |
| Gärdslösa 138:2                           | Hällristning                     |              | Gärdslösa, Öland    |       | 56.817769, 16.775187 | 10081301380002 | Ladda upp en bild av detta fornminne      |
| Gärdslösa 144:1                           | Stensättning                     |              | Gärdslösa, Öland    |       | 56.761189, 16.761931 | 10081301440001 | Ladda upp en bild av detta fornminne      |
| Gärdslösa 146:1                           | Husgrund, förhistorisk/medeltida |              | Gärdslösa, Öland    |       | 56.779036, 16.765476 | 10081301460001 | Ladda upp en bild av detta fornminne      |
| Gärdslösa 147:1                           | Husgrund, förhistorisk/medeltida |              | Gärdslösa, Öland    |       | 56.778589, 16.767490 | 10081301470001 | Ladda upp en bild av detta fornminne      |
| Gärdslösa 148:1                           | Stensättning                     |              | Gärdslösa, Öland    |       | 56.780460, 16.747508 | 10081301480001 | Ladda upp en bild av detta fornminne      |
| Gärdslösa 149:1                           | Stensättning                     |              | Gärdslösa, Öland    |       | 56.790042, 16.760584 | 10081301490001 | Ladda upp en bild av detta fornminne      |
| Gärdslösa 149:2                           | Hällristning                     |              | Gärdslösa, Öland    |       | 56.790284, 16.761212 | 10081301490002 | Ladda upp en bild av detta fornminne      |
| Gärdslösa 150:1                           | Hällristning                     |              | Gärdslösa, Öland    |       | 56.789306, 16.761556 | 10081301500001 | Ladda upp en bild av detta fornminne      |
| Gärdslösa 154:1                           | Gravfält                         |              | Gärdslösa, Öland    |       | 56.809491, 16.743690 | 10081301540001 | Ladda upp en bild av detta fornminne      |
| Gärdslösa 155:1                           | Stensättning                     |              | Gärdslösa, Öland    |       | 56.798254, 16.774150 | 10081301550001 | Ladda upp en bild av detta fornminne      |
| Gärdslösa 156:1                           | Stensättning                     |              | Gärdslösa, Öland    |       | 56.797962, 16.774867 | 10081301560001 | Ladda upp en bild av detta fornminne      |
| Gärdslösa 157:1                           | Stensättning                     |              | Gärdslösa, Öland    |       | 56.792130, 16.747000 | 10081301570001 | Ladda upp en bild av detta fornminne      |
| Gärdslösa 157:2                           | Stensättning                     |              | Gärdslösa, Öland    |       | 56.792475, 16.747179 | 10081301570002 | Ladda upp en bild av detta fornminne      |
| Gärdslösa 159:1                           | Husgrund, förhistorisk/medeltida |              | Gärdslösa, Öland    |       | 56.793024, 16.661773 | 10081301590001 | Ladda upp en bild av detta fornminne      |
| Gärdslösa 162:1                           | Grav markerad av sten/block      |              | Gärdslösa, Öland    |       | 56.782456, 16.742676 | 10081301620001 | Ladda upp en bild av detta fornminne      |
| Gärdslösa 163:1                           | Stensättning                     |              | Gärdslösa, Öland    |       | 56.782796, 16.744461 | 10081301630001 | Ladda upp en bild av detta fornminne      |
| Gärdslösa 163:2                           | Stensättning                     |              | Gärdslösa, Öland    |       | 56.782301, 16.744432 | 10081301630002 | Ladda upp en bild av detta fornminne      |
| Gärdslösa 167:1                           | Hällristning                     |              | Gärdslösa, Öland    |       | 56.827585, 16.715583 | 10081301670001 | Ladda upp en bild av detta fornminne      |
| Gärdslösa 168:1                           | Stensättning                     |              | Gärdslösa, Öland    |       | 56.820311, 16.733749 | 10081301680001 | Ladda upp en bild av detta fornminne      |
| Gärdslösa 170:1                           | Stensättning                     |              | Gärdslösa, Öland    |       | 56.823812, 16.760538 | 10081301700001 | Ladda upp en bild av detta fornminne      |
| Odens flisor (nr3) (Gärdslösa 172:1)      | Hög                              |              | Gärdslösa, Öland    |       | 56.766385, 16.617966 | 10081301720001 | Ladda upp en bild av detta fornminne      |
| Odens flisor (nr3) (Gärdslösa 172:2)      | Grav markerad av sten/block      |              | Gärdslösa, Öland    |       | 56.766261, 16.618068 | 10081301720002 | Ladda upp en bild av detta fornminne      |
| Odens flisor (nr3) (Gärdslösa 172:3)      | Grav markerad av sten/block      |              | Gärdslösa, Öland    |       | 56.766353, 16.618467 | 10081301720003 | Ladda upp en till bild av detta fornminne |
| Odens flisor (nr3) (Gärdslösa 172:4)      | Grav markerad av sten/block      |              | Gärdslösa, Öland    |       | 56.766347, 16.618548 | 10081301720004 | Ladda upp en bild av detta fornminne      |
| Gärdslösa 173:1                           | Gravfält                         |              | Gärdslösa, Öland    |       | 56.766395, 16.619376 | 10081301730001 | Ladda upp en bild av detta fornminne      |
| Gärdslösa 174:1                           | Grav markerad av sten/block      |              | Gärdslösa, Öland    |       | 56.766841, 16.619113 | 10081301740001 | Ladda upp en bild av detta fornminne      |
| Gärdslösa 176:1                           | Röse                             |              | Gärdslösa, Öland    |       | 56.752570, 16.620537 | 10081301760001 | Ladda upp en bild av detta fornminne      |
| Långlöt 28:1                              | Stensättning                     |              | Gärdslösa, Öland    |       | 56.765668, 16.685700 | 10084100280001 | Ladda upp en bild av detta fornminne      |
| Räpplinge 307:1                           | Husgrund, förhistorisk/medeltida |              | Gärdslösa, Öland    |       | 56.816864, 16.680139 | 10086203070001 | Ladda upp en bild av detta fornminne      |